# 波特斯維爾 (密蘇里州)
波特斯維爾（英語：Pottersville）是位於美國密蘇里州豪厄爾縣的非建制地區。

## 歷史
波特斯維爾的郵局自1860年營運至今。

## 地理
波特斯維爾所處的海拔為高於海平面294米（即965英呎），而該地所採用的時區為UTC-6，即北美中部時區（CST）。同時該地設有夏令時間，為UTC-6調快一小時，即UTC-5（CDT）。